# Lavendel (färg)
Lavendel-färger (engelska: lavender) är bleka nyanser av lila, violett eller purpur, ofta med en dragning mot grått. Namnet har färgerna fått från växten lavendel.
Bland HTML-färger för bildskärmar finns en X11-färg med namnet lavender, en ljus, omättad blå med hexadecimal RGB-kod #e6e6fa. Det förekommer dock alternativa definitioner av färgen lavendel för bildskärmar, varav flera mörkare och mer violetta, såsom till exempel #b57edc.